# ناحیه هوم، شهرستان نیوآیگو، میشیگان
ناحیه هوم (به انگلیسی: Home Township) یک منطقهٔ مسکونی در ایالات متحده آمریکا است که در شهرستان نیویگو، میشیگان واقع شده‌است.
 ناحیه هوم ۹۲٫۲ کیلومتر مربع مساحت و ۲۶۱ نفر جمعیت دارد و ۲۷۸ متر بالاتر از سطح دریا واقع شده‌است.